# Белградська фондова біржа
Белгра́дська фо́ндова бі́ржа (серб. Београдска берза) — фондова біржа в Белграді (Сербія).

## Історія
Біржа була заснована 21 листопада 1894 року і функціонувала до момента початку Другої світової війни. Офіційні торги на біржі почалися 2 січня 1895 року. У 1953 році біржа була формально закрита, так як не відповідала меті соціалістичної економіки.
Була заново відкрита в 1989 році як Югославський ринок капіталів, але після розпаду Югославії перейменована назад в Белградську фондову біржу. У 2001 році в ході масштабної приватизації біржа почала торговути цінними паперами приватизованих підприємств. Через рік розпочалася торгівля державними облігаціями Сербії.
У вересні 2004 року біржа була прийнято до Федерації євро-азійських фондових бірж.

## Індекси
Белградська біржа має чотири індекси:
- BELEXline;
- BELEXfm;
- BELEX15 — містить 15 найліквідніших емітентів;
- SRX.

## Діяльність
У 2006 році на біржі котувались акції приблизно 1200 компаній, а капіталізація ринку акцій досягла 11 млрд дол.